# Pyramidbräcka
Pyramidbräcka (Saxifraga hostii) är en stenbräckeväxtart som beskrevs av Ignaz Friedrich Tausch. Pyramidbräcka ingår i Bräckesläktet som ingår i familjen stenbräckeväxter. Arten förekommer tillfälligt i Sverige, men reproducerar sig inte.

## Underarter
Arten delas in i följande underarter:
- S. h. hostii
- S. h. rhaetica

## Bildgalleri

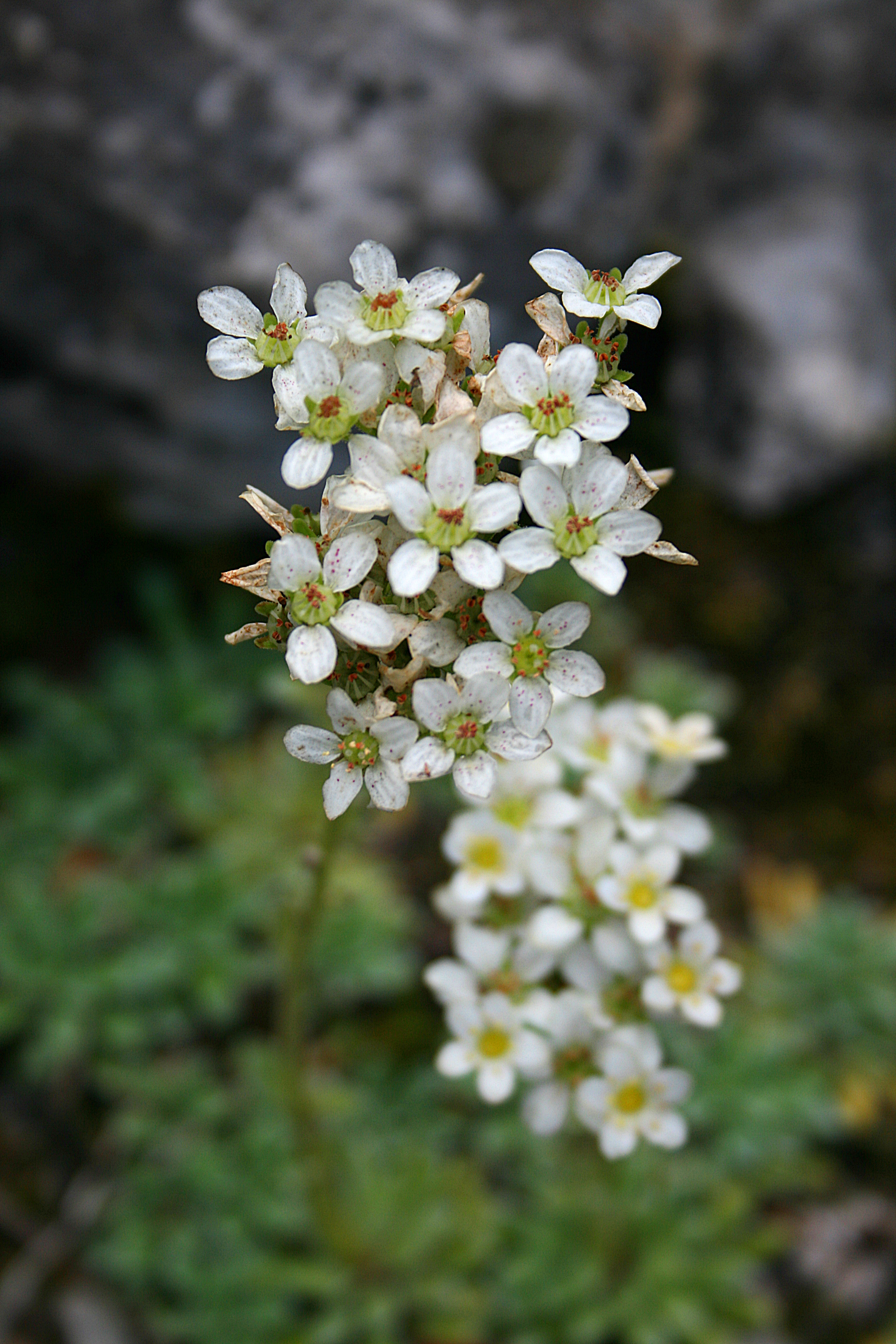
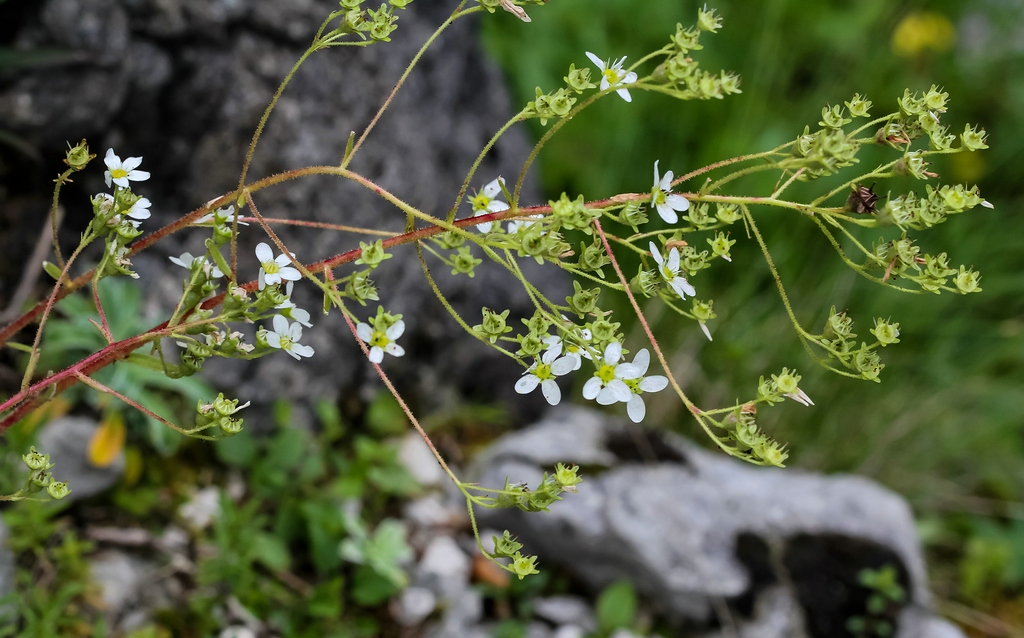
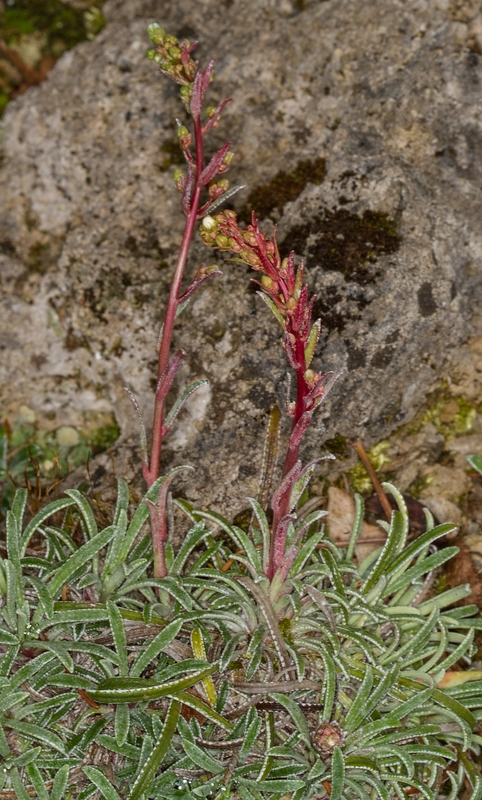
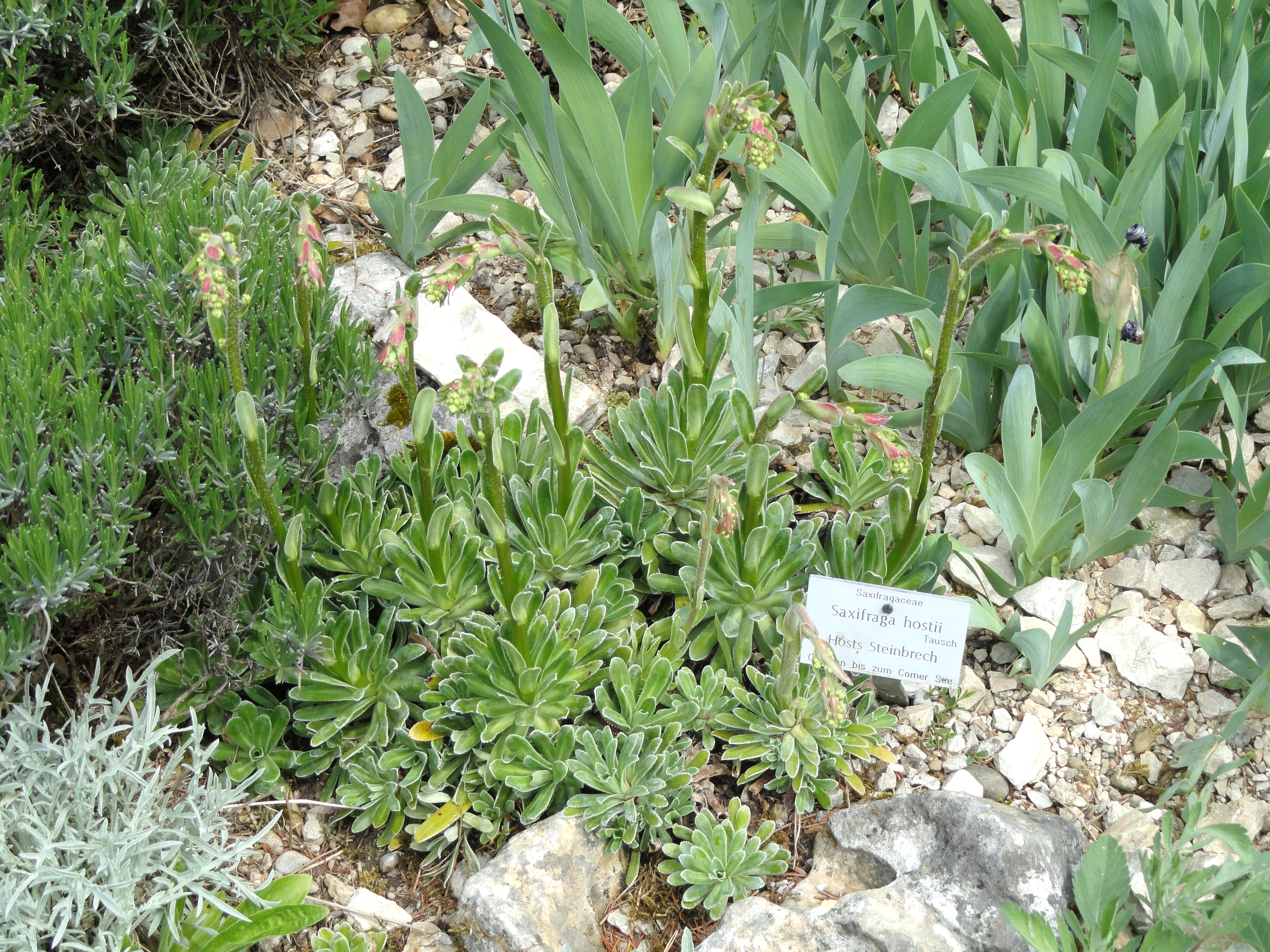
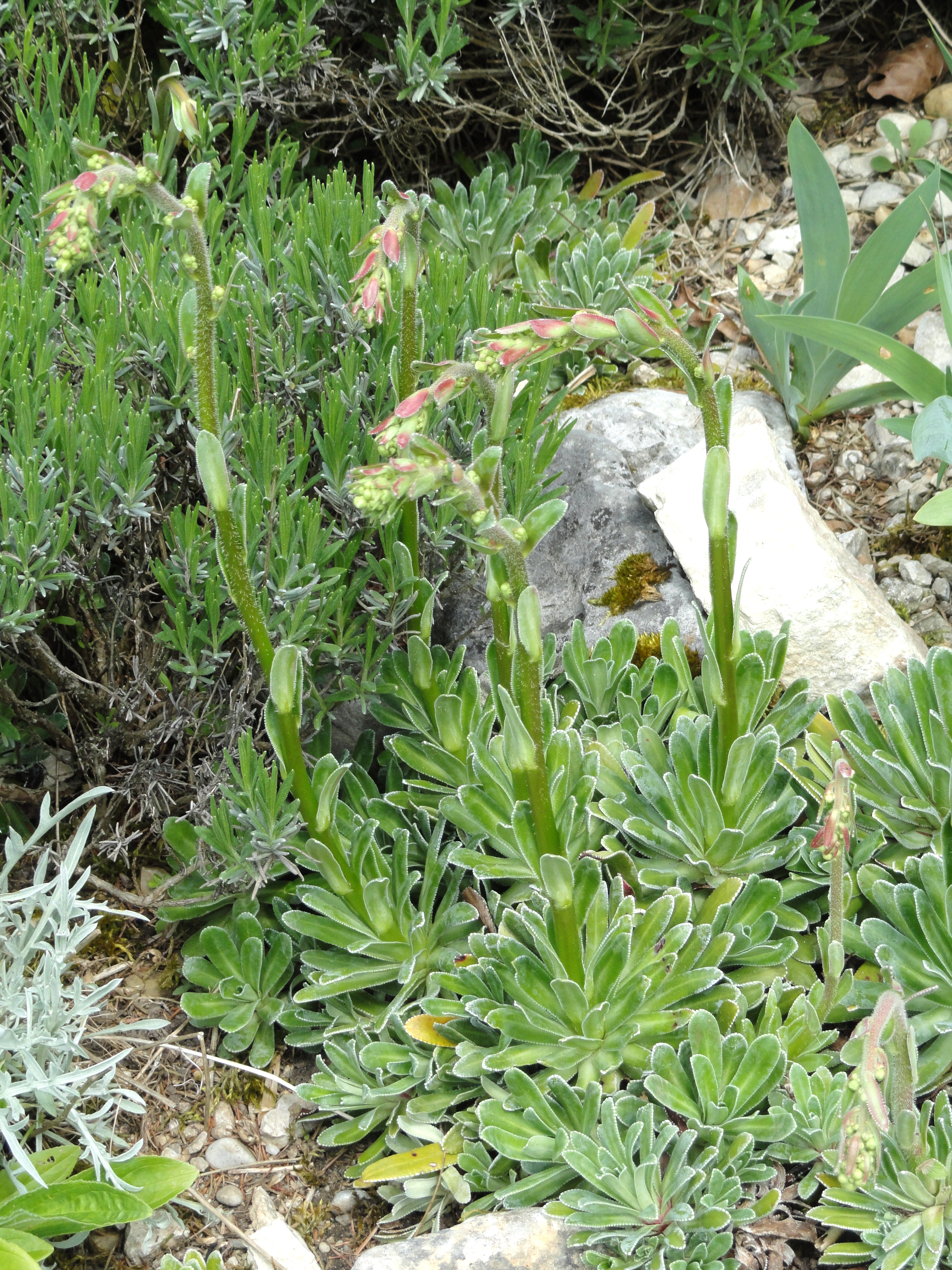
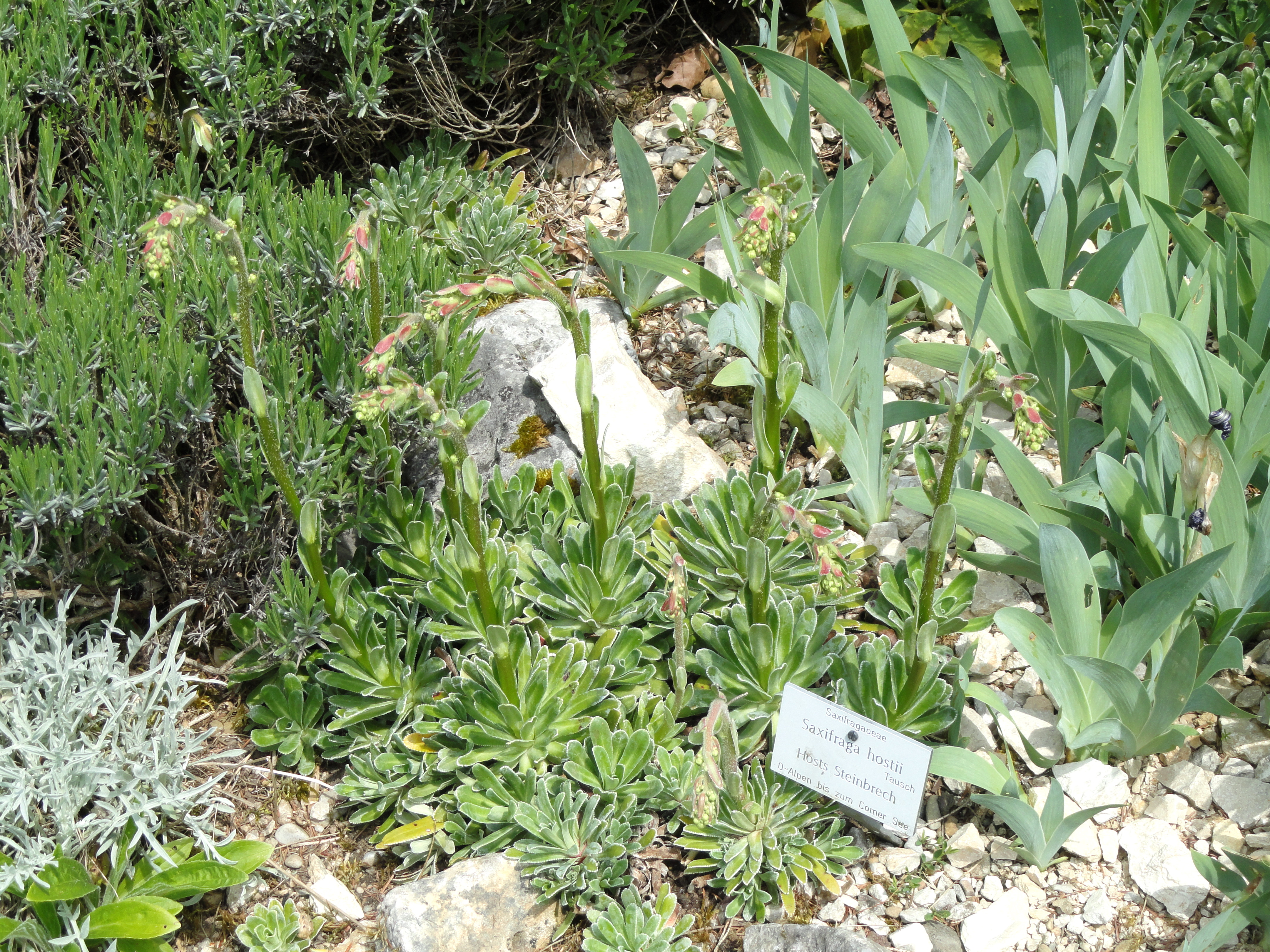